# 姚立法

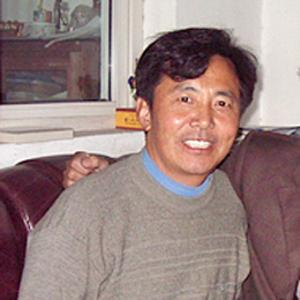
姚立法(档案照片)

姚立法（1958年1月1日—），原名姚立發，中國湖北省潜江市龍灣鎮人。自1988年以来以個人無黨派自薦成為中國首位自薦當選的人大代表，并多次在公共场合点出基层政府的违法乱纪行为，致力于争取民主的斗争。

## 经历
姚生於農民家庭，1978年于潜江师范学校毕业後，1982年隨湖北省第四批教師援藏隊赴藏教，後在潜江市教育局勤工儉學辦公室任职近20年，2001转到潜江市实验小学任职教师。
姚立法从1987年开始，先后四次自荐参选潜江市人大代表，最终在1998年高票当选而在1999年到2004年1月5日期间担任潜江市的人大代表。在2003年11月潜江市人大代表的换届选举中落选。在任五年期间，追查荊州、仙桃、天門三市教师工资一亿元白条事件，关注村官被非法撤换事件，弹劾民政局局长事件等，得到了很大反响。由1998年11月28日當選後至2004年1月6日卸任期間，均受到中國以至海外媒體的注意。《南风窗》、《南方周末》、《中國青年報》、《紐約時報》、《華盛頓郵報》等多家媒體均有報道（有關報道詳情請參考《我反對》書末）。
而當選人大代表後，自費印刷《誰當村官　村民說了算》人大選舉問題要點集小冊並免費派發給該市農民，並組織農民學習《選舉法》及自薦人大代表的細節等，並在2003年推舉40位自薦村民參與人大代表競選，雖全部落敗，此次自薦人之多，受國內媒體注意。在五年的努力中，姚立法以其行动向其他人证明了人民自身意志选择自己的代表是维护自身利益最好的选择，并多次支持全国各地愿意为民主而奉献的人参与人大选举。2003年，在潜江市人大代表的换届选举中，总人口不过100万的潜江市涌现出32名自荐候选人竞争参与选举，开创了1949年以后潜江市民主风气之先。因为地方政府惧怕这些不受政府意志控制的候选人，通过行政强行非法操作，导致32名候选人无一人当选。选举结束后，姚立法马上向《南方周末》等多家報社、省人大等反映选举过程中地方政府违规操作的全过程，并向全国人大提交申诉状。
2004年9月，姚立法接受美国国务院邀请，观摩美国总统大选。其傳奇故事與他在任時揭露的冤案與非法操作等事件經過被前中國央視記者朱凌著成《我反对：一个人大代表的参政传奇》一書並於2006年10月成功出版，但在12月初被中國中宣部禁止再版。
2011年2月后姚立法被监视居住，敏感时间被禁止出门。
2011年7月4日凌晨，姚立法冒着生命危险跳楼逃脱非法软禁后，学校、警方一直四处搜查姚立法的下落，并对其妻子实施了贴身跟踪，家中也新安装了数个摄像头，其亲友都受到警方的调查骚扰。据悉，姚立法后来在北京朋友家，被一伙便衣强行带走。

## 其他独立自荐人大代表
- 2003年11月北京邮电大学讲师许志永独立参选并当选北京市海淀区人大代表，并于2008年连任。
- 2006年，江西省鄱阳县中学教师黄松海，在姚立法的事迹鼓励下（黄松海读了介绍姚立法选举的书，并联系姚立法，询问选举经验。）参加鄱阳县人大代表选举，于2007年2月12日投票结果公布：1456名选民投票，黄松海获得1237张选票，成功当选鄱阳县人大代表。

### 引用
1. ↑  . 美国之音. 2009-11-05  [2010-03-19]. （原始内容存档于2013-04-28）.
2. ↑  法广2011年4月3日《采访─每逢茉莉花散步日即遭软禁的姚立法 （页面存档备份，存于）》

### 書籍
- 《我反对：一个人大代表的参政传奇》朱凌 著，海南出版社2006年10月初版，ISBN 7-5443-1848-6 /K. 158

## 外部連結
- 姚立法博客（多语种新闻）
- 选举观察博客（多语种新闻）（页面存档备份，存于）
- 姚立法博客专栏
- Far From Beijing, a Semblance of Democracy，2002年3月8日紐約時報
- 姚立法簡介，楚天維權網2004年12月
- 姚立法：与走得慢的人同行，2004年10月18日中國新聞周刊
- 姚立法访美（页面存档备份，存于），2005年9月17日經濟觀察報
- 2005潜江市村委会选举的问题与分析